# Juan López (atleta)
Juan Jacinto López Testa (Florida, 14 febbraio 1926 – Montevideo, 3 agosto 1978) è stato un velocista uruguaiano.
Ha partecipato ai Giochi di Londra 1948, gareggiando nei 100m, 200m e nella Staffetta 4x100m.